# Zimmeter Heiligenhäuschen

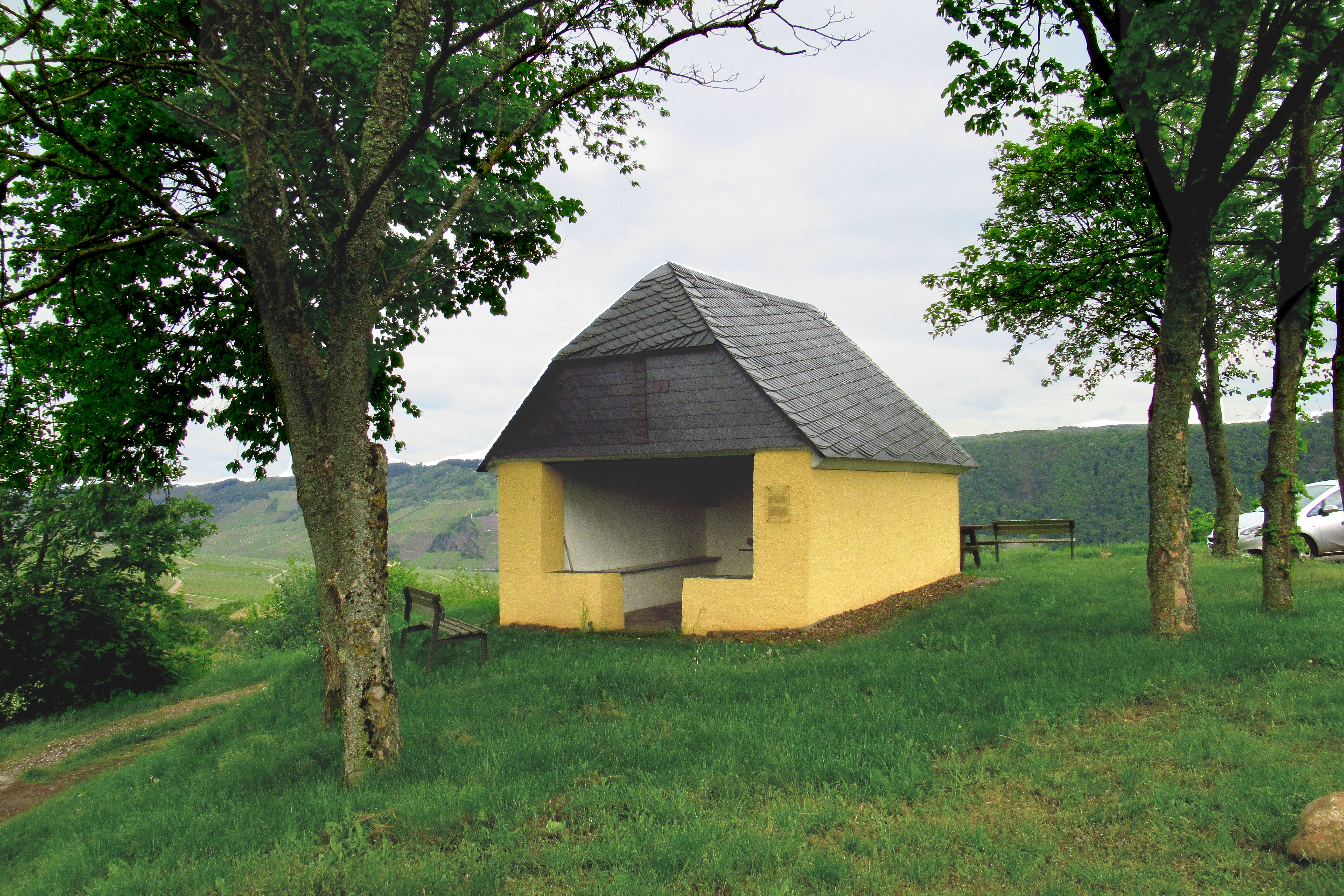
Zimmeter Heiligenhäuschen

Das Zimmeter Heiligenhäuschen ist eine Kapelle auf der Zimmeter Höhe in Niederemmel, einem Ortsteil der Gemeinde Piesport in Rheinland-Pfalz. Der 1682 vom Ortspfarrer gestiftete Altar der Kapelle steht in der Tradition einer kelto-romanischen Kultstätte der Rosmerta und des Merkur an einer Römerstraße.

## Beschreibung

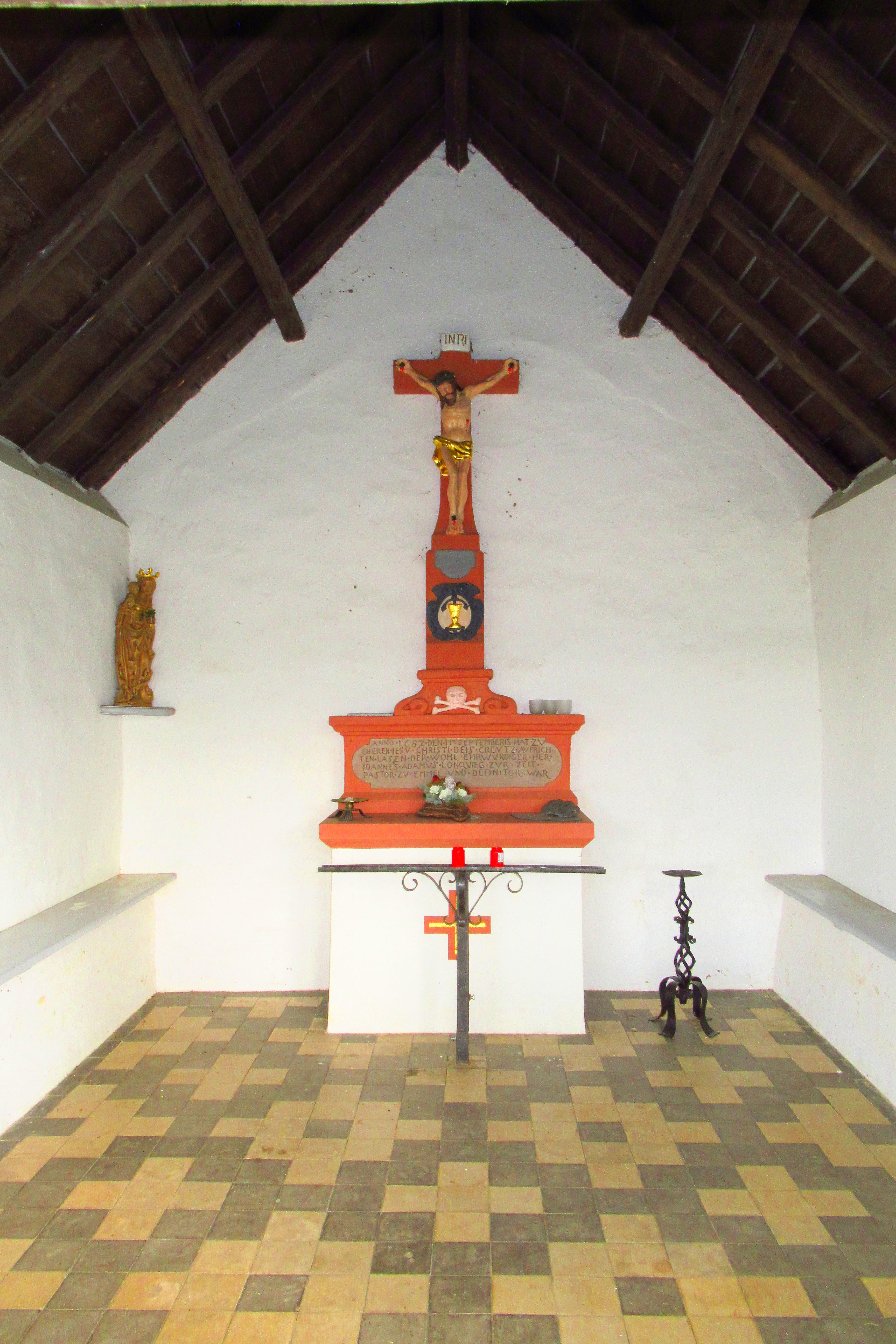
Der Altar mit dem Kreuzaufbau im Zimmeter Heiligenhäuschen

Das Gebäude ist ein offener Putzbau mit einem schiefergedeckten Krüppelwalmdach und einem verschieferten Fachwerkgiebel an der Eingangsseite. Der Dachstuhl ist im Inneren offen geblieben.
Der Bau der Kapelle geht auf die Stiftung des Altars mit einem Kreuzaufbau zurück. Stifter war gemäß der in den Altar eingemeißelten Inschrift Johannes Adamus Lonquieg, der damalige Pastor von Emmel und Definitor, am 15. September 1682.
Die Kapelle steht auf der Anhöhe „Auf Zimmet“ auf dem Emmeler Berg, dessen Rücken eine Engstelle in der Niederemmeler Moselschleife bildet, zwischen einem steilen Abhang zur Mosel in Richtung Minheim im Osten und dem Dhrontal, das sich im Westen einschneidet. Dort führte die Ausoniusstraße, eine wichtige überregionale Römerstraße, von einem Moselübergang bei Neumagen aufsteigend an Emmel vorbei nach Süden auf die Hunsrückhöhe. Diese Straße verband Augusta Treverorum, das heutige Trier, mit Bingium, dem heutigen Bingen.

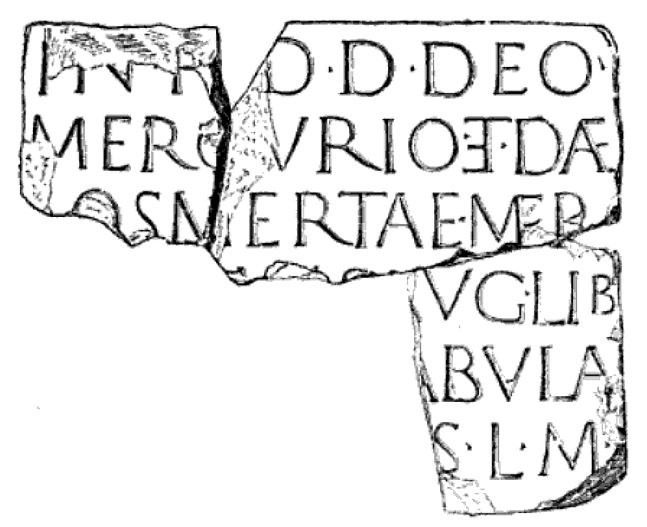
Zeichnung des Votivsteins, der 1840 am mutmaßlichen Tempel der Rosmerta auf Zimmet gefunden wurde.
Übersetzung:
Zur Ehre des göttlichen Hauses [d. h. der kaiserlichen Familie]. Dem Gott Merkur und der Göttin Rosmerta Mercurialis leistete der Freigelassene des Augustus, der Gehilfe der Beamten, bereitwillig ein Gelübde.

Der Pfarrer soll den Platz für die Kapelle gewählt haben, um aus einer lokalen heidnischen Kultstätte eine christliche zu machen. Denn wo die damals noch zu erkennende Römerstraße durch das Gebiet von Niederemmel lief, war 1656, wie es später beschrieben wurde, „100 Schritte senkrecht auf das westliche Eck der Kapelle“ ein einfacher Votivstein ausgegraben worden, der der keltischen Göttin Rosmerta und dem römischen Gott Merkur gewidmet war. Um 1840 kamen ebenfalls dort drei Bruchstücke eines weiteren Votivsteins beim Pflügen zutage. Im Jahre 1848 wurden die Fundamente vieler kleiner aneinanderliegender Zellen entdeckt, die keine Gräber waren. Diese Funde weisen darauf hin, dass sich neben einem Tempel der Rosmerta eine Pilger- und Herbergsstätte befunden haben kann.